# 볼록 최적화

볼록 최적화 문제의 계층

볼록 최적화(Convex optimization)는 볼록 함수를 볼록 집합에서 최솟값을 찾는 수학적 최적화 문제다. 다른 최적화가 NP-난해인것과 다르게 많은 수가 다항시간 알고리즘이 있다.

## 예시
- 최소제곱법
- 선형 계획법
- 원추계획법
- 기하계획법

## 소프트웨어
볼록 최적화를 위한 대규모 소프트웨어 생태계가 있다. 이 생태계에는 솔버와 모델링 도구(또는 인터페이스)라는 두 가지 주요 범주가 있다.
솔버(solver)는 알고리즘 자체를 구현하며 일반적으로 C로 작성된다. 이를 위해서는 사용자가 모델링 관점에서 자연스럽지 않을 수 있는 매우 구체적인 형식으로 최적화 문제를 지정해야 한다. 모델링 도구는 사용자가 더 높은 수준의 구문에서 최적화를 지정할 수 있게 해주는 별도의 소프트웨어이다. 이는 사용자의 고급 모델과 솔버의 입력/출력 형식 간의 모든 변환을 관리한다.

## 같이 보기
- 볼록 함수
- 최적화 문제
- 하방미분
- 카루시-쿤-터커 조건